# 王杰 (嘉靖庚戌進士)
（1515年—？），字子秀，浙江湖州府烏程縣人，匠籍，明朝政治人物。

## 生平
嘉靖二十五年（1546年）丙午科應天府鄉試第八十二名舉人。嘉靖二十九年（1550年）中式庚戌科會試第七十九名，三甲第一百八十五名進士。授太湖县知县。

## 家族
曾祖王鏞；祖父王盤；父王滔，醫學正術。母朱氏；繼母閔氏。永感下。